# Наведу порядок в Америке и вернусь
«Приведу в порядок Америку и вернусь» (итал. Sistemo l'America e torno) — кинофильм.

## Сюжет
Главный герой бухгалтер Джованни Бонфильо направлен своим начальником Бусто-Арсицио в Америку для заключения контракта с чернокожим баскетболистом Беном Фергюсоном и доставки его на ближайший матч с командой Црвена Звезда.
Бухгалтер надеется на быстрое заключение контракта, но получается всё наоборот. Знакомившись с Беном Фергюсоном они совершают турне по Америке, так как Бен перед отъездом в Италию хочет попрощаться со своей девушкой, семьёй, друзьями, которые живут в разных районах США: Рино, Детройте, Новом Орлеане, Майами, Атланте.
Джованни, совершая турне поездку с Беном, в итоге становятся друзьями. Параллельно бухгалтер, помимо положительных вещей, видит негативные явления американского общества того времени: наркотики, расовая дискриминация, социальные проблемы.

## В ролях
- Стерлинг Колтер[итал.] — баскетболист Бен Фергюссон
- Паоло Вилладжо — бухгалтер Джованни Бонфильо